# Artie Abrams
Arthur "Artie" Abrams  est un personnage de fiction de la série télévisée américaine Glee, interprété par  Kevin McHale et doublé en français par Taric Mehani. Il a été développé par les créateurs de la série, Ryan Murphy, Brad Falchuk et Ian Brennan. 
Artie est apparu dès le premier épisode, L'effet Glee, dans lequel il rejoint le Glee Club. Il a été paralysé à la suite d'un accident de voiture à ses 8 ans et doit depuis se déplacer en fauteuil roulant.

## Biographie fictive

### Humour
Artie n'est pas vraiment l'un des personnages les plus drôles mais il a son humour à lui : « Je n'ai peut-être plus l'usage de mes jambes, mais j'ai toujours l'usage de mon pénis ! »

## Saison 1
Artie est apparu dans le premier épisode de Glee en tant que guitariste du lycée, sous le nom de William McKinley. Il utilise un fauteuil roulant, et est constamment victime d'intimidation par des membres de l'équipe de football à l'école. Il est également membre du club de jazz du lycée, et il est révélé plus tard qu'il est dans l'AV Club et un membre de l'équipe du Décathlon Académique. Lors des préparatifs pour les Communales, le Principal Figgins dit qu'il n'y a pas assez d'argent dans le budget pour louer un bus pour handicapés pour le Glee Club. Artie a son premier solo dans l'épisode, Les chaises musicales, où il exécute un tour dans son fauteuil roulant à Dancing With Myself. Les New Directions font une vente de pâtisseries, mais bien qu'ils aient suffisamment d'argent pour louer un bus, Artie demande que l'argent serve à l'école à payer plus de rampes pour fauteuils roulants. Il va sortir avec, Tina Cohen-Chang, qui bégaie, et explique qu'il est resté paralysé après un accident de voiture quand il avait huit ans. Ils s'embrassent, mais Artie est blessé quand Tina avoue qu'elle a menti sur son trouble de la parole. Il l'a pardonne plus tard, mais il fait des remarques sexistes sur son sens de la mode, exigeant qu'elle commence à porter des vêtements très féminins si elle veut être avec lui. Tina l'affronte publiquement pour ce comportement, et Artie s'excuse; ils s'embrassent et redeviennent un couple. Dans une tentative de gagner une mauvaise réputation pour améliorer leur popularité à l'école, Artie, Tina, Kurt Hummel, Mercedes Jones, Brittany S.Pierce effectuent une interprétation improvisée de U Can't Touch This dans la bibliothèque de l'école, un plan qui échoue lorsque le bibliothécaire, au lieu de les punir, leur demande d'effectuer cette chorégraphie pour son groupe de l'église.

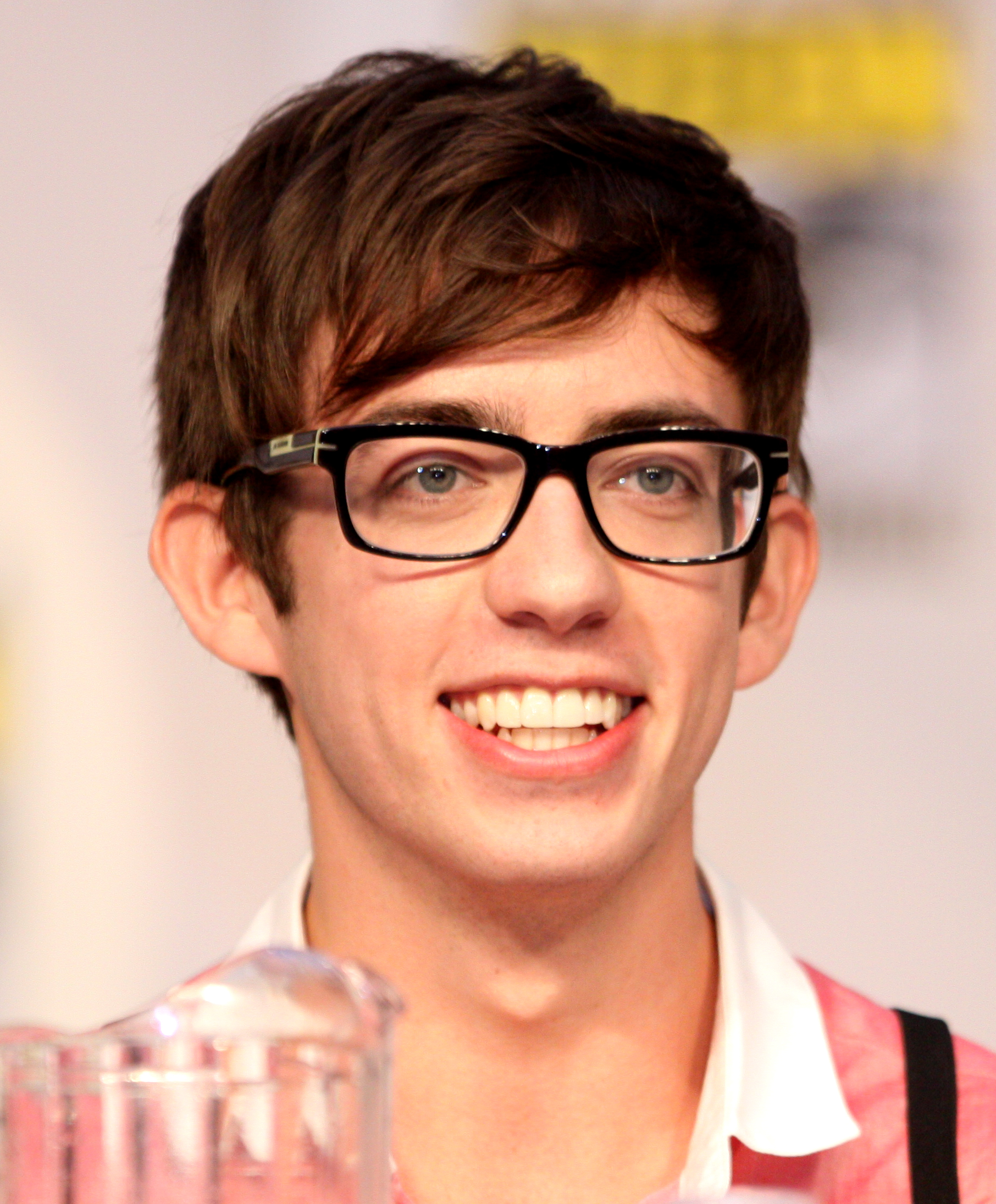
Kevin McHale interprète le rôle d'Artie Abrams.

Lorsque Tina apprend que le rêve de Artie est de devenir un danseur, elle lui demande d'exécuter une routine de claquettes, malgré sa paralysie, mais leur tentative échoue lamentablement, et Artie demande à Tina de le laisser seul. Elle présente plus tard, avec lui la recherche sur l'avancement des traitements lésion de la moelle épinière, laissant espérer Artie qu'il pourrait bientôt être en mesure de marcher à nouveau, mais la conseillère d'orientation Emma Pillsbury  lui rappelle que les tests de ces traitements va prendre plusieurs années. Artie vient d'accepter qu'il ne peut jamais être un danseur, et demande à Tina de choisir un autre partenaire de danse, il mène la chorale dans une interprétation de Dream a Little Dream of Me et Tina danse avec Mike Chang. Artie est consterné quand les New Directions perdent aux Régionales, mais reconnaissant d'avoir été un membre du Glee Club, en admettant que Tina était son premier baiser.

### Solo ou solo avec les New Directions ou autres
- Dancing with Myself (Billy Idol/Generation X)
- U Can't Touch This (MC Hammer)  avec Tina Cohen-Chang, Mercedes Jones, Brittany S.Pierce et Kurt Hummel  (choristes)
- The Safety Dance (Men Without Hats)
- Dream a Little Dream of Me (Ozzie Nelson)  avec les New Directions (choristes)
- Blame it on the alcohol

### Duo/trio/quatuor et + ou duo/trio/quatuor et + avec les New Directions ou autres
- Gold Digger (Kanye West feat Jamie Foxx)  avec Artie Abrams, Will Schuester et les New Directions (choristes)

## Saison 2
Entre les épisodes Rhapsodie et Objectif New-York, Tina Cohen-Chang quitte Artie pour Mike Chang, le blâme pour son manque d'attention envers elle et en créditant les abdos de Mike. Artie, bouleversé, demande à Finn Hudson de l'aider à essayer d'entrer dans l'équipe de football, mais le nouvel entraîneur Shannon Beiste (Dot-Marie Jones) refuse à cause de son état physique, elle croit que c'était une mauvaise blague et elle vire Finn de l'équipe. Plus tard, Artie a une vision du jeu dans un match de football avec Finn, et quand il demande au Coach Beiste encore, elle accepte et réintègre Finn et ajoute Artie. Artie marque lors du premier match dans « Le croque-messie ». Lorsque le directeur du Glee Club, Will Schuester, annonce un concours de duos pour les étudiants en « Duels de duos », Brittany S.Pierce demande à Artie de chanter avec quand son premier choix Santana Lopez, refuse de chanter avec elle. Quand ils répètent, Artie est toujours triste de ne plus sortir avec Tina, et Brittany propose de l'aider à surmonter sa tristesse en couchant avec lui; Artie perd sa virginité avec elle. Santana dit à Artie qu'elle n'a été avec lui qu'à cause de sa voix, il se retire de la compétition et rompt avec Brittany, elle est bouleversée par cela, et il se rend compte plus tard, qu'il tient à elle.

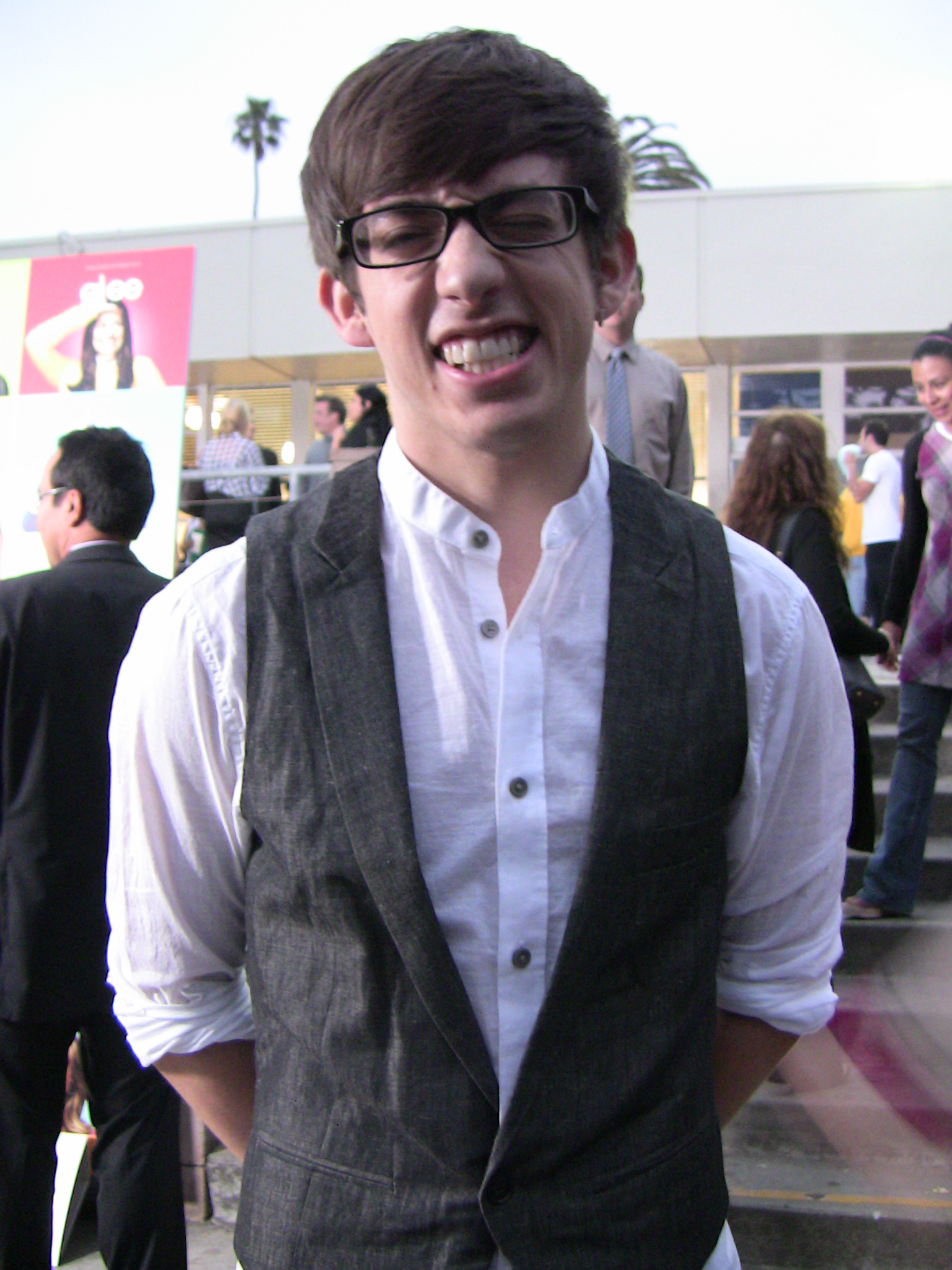
Kevin McHale jouant Artie.

Dans l'épisode « Premiers baisers », Noah Puckerman aide Artie à sortir avec Brittany, et dans « Mariages », elle et Artie forment un couple. Dans « Le miracle de Noël », Brittany croyant encore au Père Noël, souhaîte, qu'Artie remarche; ils ont finalement trouver un ReWalk qui peut aider Artie à marcher de temps en temps à côté de l'arbre de Noël de Brittany. Il est plus tard laissé entendre que l'entraîneur Beiste l'aie acheté. Dans « Les chansons d'amours », Artie chante « PYT (Pretty Young Thing) » à Brittany. Dans l'épisode « Rumeurs », Artie confronte Brittany sur sa relation avec Santana, et Brittany se défend, en disant que ce qu'elles font n'est pas un adultère car ce n'est pas la même camelotte. Artie, frustré de voir que Brittany ne vois pas comment Santana détruit leur relation, dit à Brittany « idiote », et elle s'enfuit en larmes, et met fin à leur couple. Artie regrette profondément la rupture et tente de la réparer dans « La Reine de la Promo », lui demandant d'aller au bal en chantant pour elle, elle refuse.

### Solo ou solo avec les New Directions ou autres
- Stronger (Britney Spears)
- Never Going Back Again (Fleetwood Mac)

### Duo/trio/quatuor et + ou duo/trio/quatuor et + avec les New Directions ou autres
- One Love / People Get Ready (Bob Marley & The Wailers)  avec Noah Puckerman
- P.Y.T. (Pretty Young Thing) (Michael Jackson)  avec Mike Chang
- Somebody to Love (Justin Bieber)  avec Mike Chang, Sam Evans et Noah Puckerman
- Isn't She Lovely ? (Stevie Wonder)  avec Mike Chang, Sam Evans, Finn Hudson et Noah Puckerman
- Friday (Rebecca Black)  avec Sam Evans et Noah Puckerman
- My Cup (Composition originale)  avec Brittany S.Pierce
- Bella Notte (Lady and the Tramp)  avec Mike Chang, Sam Evans et Noah Puckerman

## Saison 3
Artie révèle dans The Purple Piano Project que lui et Tina Cohen-Chang sont des Juniors. Dans l'épisode I am Unicorn, Artie est désigné metteur en scène de la comédie musicale qui va être en place dans le lycée, West Side Story. Dans l'épisode The First Time, lorsque la comédie musicale est mise en place, on retrouve Artie anxieux et peu sûr de lui, mais lorsque le casting le remercie, il reprend confiance en lui. Lors des fêtes de Noël, le manager régional de la télévision de Lima demande aux New Directions de tourner un programme télévisée consacré à Noël et Artie est désigné pour en être le réalisateur. Plus tard, on apprend qu'il a le béguin pour Sugar Motta, mais il n'est pas le seul car Rory Flanagan est aussi amoureux de la belle et réussit à la faire craquer en premier.
Plus tard, il soutient Quinn Fabray tout en lui procurant une dose de réalisme après son accident, une amitié naît entre les deux, en rapport en leur point commun. 

### Solo ou solo avec les New Directions ou autres
- Moves Like Jagger / Jumpin' Jack Flash (Maroon 5 feat Christina Aguilera / The Rolling Stones)
- Let me love you (Mario)  - Avec les garçons des New Directions

### Duo/trio/quatuor et + ou duo/trio/quatuor et + avec les New Directions ou autres
- Control (Janet Jackson)  avec Quinn Fabray, Blaine Anderson et les New Directions
- Man in the Mirror (Michael Jackson)  avec Blaine Anderson, Mike Chang, Finn Hudson, Noah Puckerman et les New Directions
- Bad (Michael Jackson)  - Avec Santana Lopez, Blaine Anderson et les New Directions et les Warblers
- Scream (Michael Jackson ft. Janet Jackson)  - Avec Mike Chang
- Fly / I Believe I Can Fly (Nicki Minaj Feat Rihanna / R.Kelly)  - Avec Rachel Berry, Blaine Anderson, Santana Lopez et les New Directions
- I’m Still Standing (Elton John)  - Avec Quinn Fabray
- Up,Up,Up (Givers)  - Avec Quinn Fabray
- My Love is Your Love (Whitney Houston)  - Avec Mercedes Jones, Kurt Hummel, Blaine Anderson et les New Directions